# Échangeur périphérique de Lyon-Autoroute A7
L'échangeur Périphérique-Autoroute A7 est un nœud autoroutier lyonnais numéroté 16 entre l'autoroute A7 et le boulevard périphérique de Lyon.
L'échangeur correspond à la fin du périphérique qui se déverse dans autoroute A7. Il se trouve au bord du Rhône et au sud de l'agglomération lyonnaise.

## Directions
- au Nord : le Périphérique Est vers :
  - la rive gauche du centre de Lyon
  - l'autoroute A43 (direction Grenoble et Chambéry)
  - l'autoroute A42 (direction Bourg-en-Bresse et Genève)
  - Saint-Fons et Villeurbanne
- à l'Ouest : l'autoroute A7 vers :
  - la rive droite du centre de Lyon
  - Paris via le Tunnel de Fourvière
  - l'autoroute A450 (future A45) (direction Brignais)
- au Sud : l'autoroute A7 vers :
  - Vienne, Avignon et Marseille